# Estadio Nacional de Pekín
El Estadio Nacional de Pekín, oficialmente el Estadio Nacional (en chino: 国家体育场; pinyin: guójiā tǐyùchǎng) es un estadio en Pekín, construido para ser sede de los Juegos Olímpicos de Verano de 2008, así como para los Juegos Paralímpicos del mismo año. Se empleó nuevamente durante los Juegos Olímpicos y Paralímpicos de Invierno de 2022; siendo con esto el primer escenario que albergó las dos principales versiones de la justa deportiva.
Es comúnmente conocido como El Nido del Pájaro, debido a la red de acero de su exterior. Está cubierto por una membrana transparente. El estadio tiene 330 m de largo, 220 m de ancho y 69 m de altura. Está equipado con un sistema de energía solar y de recogida de agua de lluvia para su riego y limpieza.
Acogió las ceremonias de inauguración y clausura, las pruebas de atletismo y la final de fútbol en los JJ. OO. de Pekín 2008. Forma parte del complejo conocido como Parque Olímpico de Pekín.

## Historia

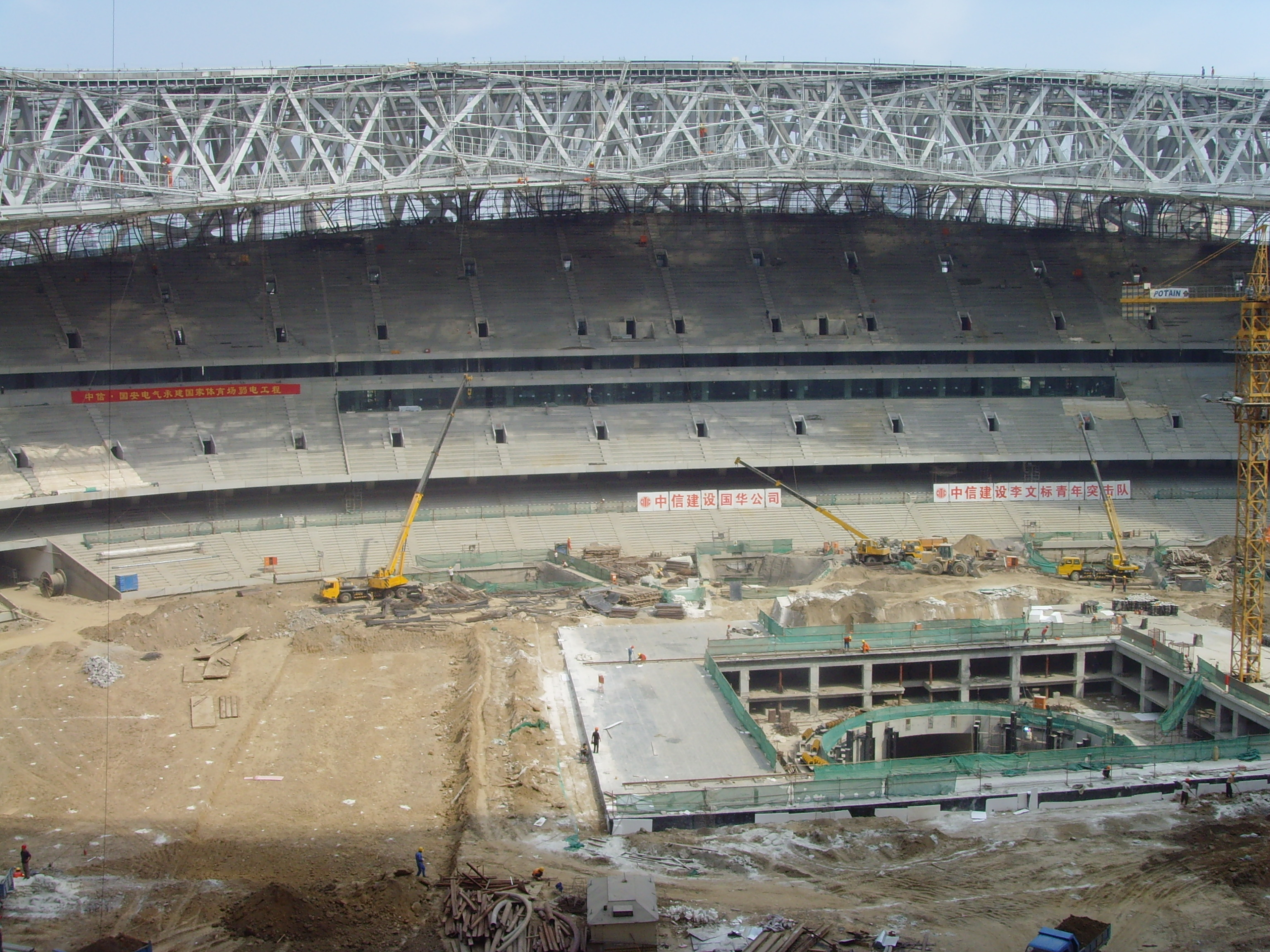
El estadio en construcción en septiembre de 2007.

En 2001 la ciudad de Pekín fue escogida como sede de los XXIX Juegos Olímpicos, sin embargo no contaba con un estadio moderno para la práctica de atletismo. Solo se contaba con el Estadio de los Trabajadores, así en ese mismo año se hizo un concurso para el futuro estadio, ganando los arquitectos suizos Jacques Herzog y Pierre de Meuron, los mismos arquitectos que diseñaron el estadio Allianz Arena de Múnich. El Estadio Olímpico de Pekín es, para los arquitectos, "un brillante desafío estético y estructural" cuya audacia artística y técnica tuvo necesariamente que impresionar a un jurado del que formaban parte impresionantes profesionales como Koolhaas, Nouvel o Perrault, otorgando así a los arquitectos suizos el encargo mayor y quizás más decisivo de sus carreras, así en abril de 2003 se aceptó el proyecto.
El 24 de diciembre de 2003 se inician los trabajos de construcción del estadio con aproximadamente 17 000 trabajadores. Las 110 000 toneladas de acero que se utilizaron en la construcción del estadio se fabricaron en China, haciéndolo la estructura de acero más grande del mundo, el día 24 de mayo se inició la última etapa de construcción del estadio que era el colocamiento del césped que se hizo en tan solo un día.
El estadio cuenta con un sistema de recolección de agua que la purifica y es utilizada en todo lo relacionado con agua en el estadio, también se cuenta con unos tubos en el techo del estadio que recolectan el aire caliente y lo utilizan para calentar el estadio en invierno y también se recolecta el aire frío para enfriar el estadio en verano.
El proyecto original contemplaba la capacidad de 100 000 espectadores que fueron reducidos a 91 000 para simplificar el diseño, sin embargo al término de las olimpiadas se redujo aún más la capacidad siendo retiradas 11 000 butacas del estadio.

### Juegos Olímpicos de Verano de 2008

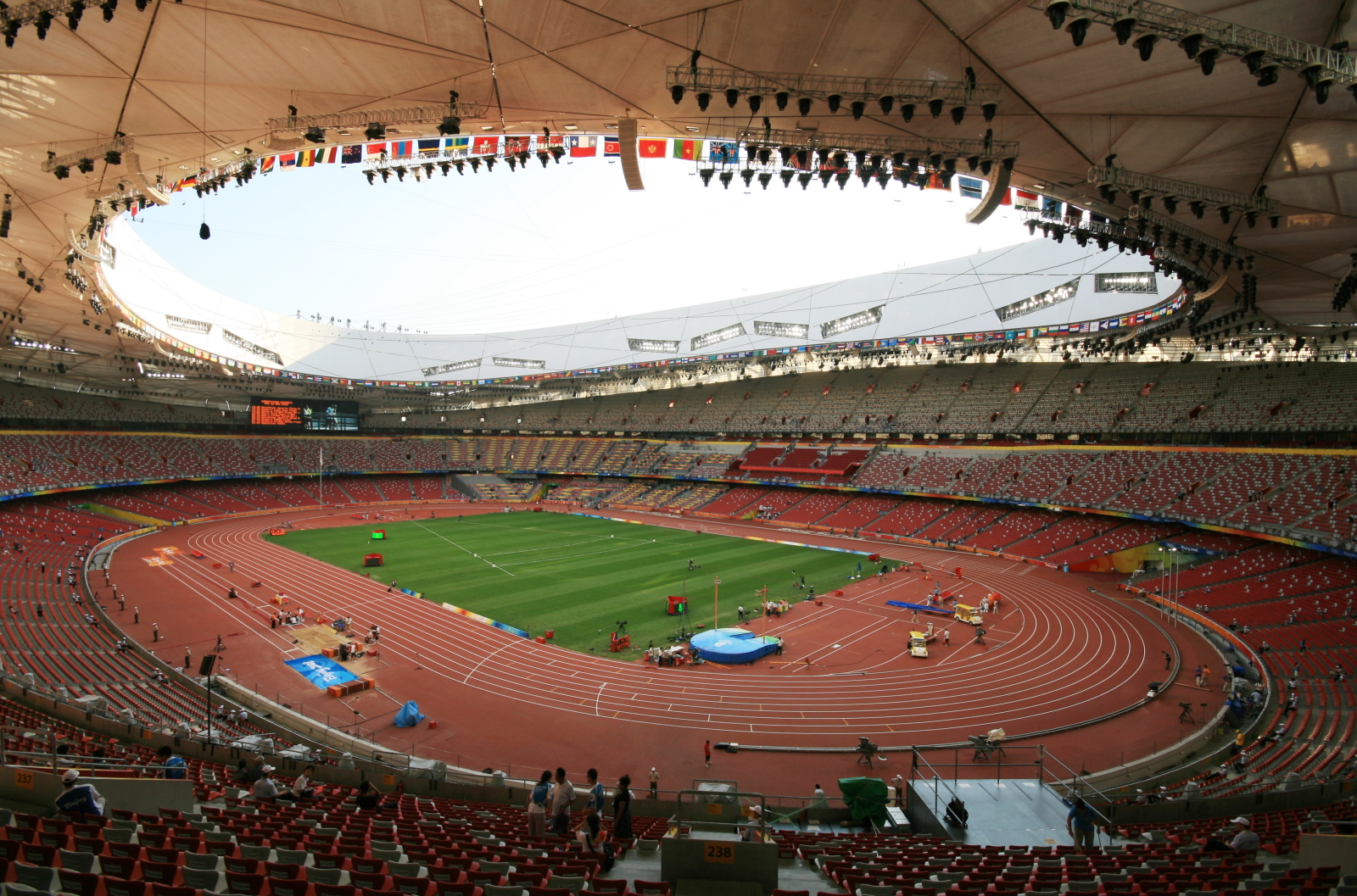
Interior del nido del pájaro.

El estadio fue sede de la ceremonia de apertura el 8 de agosto de 2008, vista por más de 90 000 espectadores en el estadio y por más de 500 millones de personas en todo el mundo. También acogió los eventos de atletismo y fútbol, el evento de clausura, así como los Juegos Paralímpicos de 2008.

### Tras los Juegos Olímpicos de 2008
El estadio solo ha tenido cinco eventos desde los Juegos Olímpicos de 2008, siendo el primero la celebración de la apertura del estadio el 9 de agosto de 2009 y los otros dos las finales de la Supercopa de Italia disputada entre el Inter y la Lazio teniendo una asistencia de 68.961 espectadores, rompiendo el récord de asistencia a una final de la Supercopa de Italia, siendo el antiguo récord de 65.000 en la final jugada en el Estadio Olímpico de Roma; y la otra final disputada por el Inter y el Milan. 
El 11 de octubre de 2014 se disputó el Superclásico de las Américas entre Brasil y Argentina. Sin embargo este evento estuvo peligrando ya que desde una semana antes, una gigantesca nube de smog contaminaba la capital china, producto de la industrialización y las fábricas de carbón. La OMS advirtió de que la cantidad de smog en Pekín esperada para la hora del partido representaba alto riesgo para los combinados sudamericanos. Sin embargo una hora antes del partido, el smog empezó a disiparse debido a la buena ventilación de la ciudad.
El 5 de noviembre de 2014, si bien el estadio no se abrió, se instaló una pantalla led gigante dentro del entramado en forma de "nido" de metal del estadio, para la inauguración del foro de la APEC del 2014 a celebrarse en la misma ciudad, y en la que líderes mundiales de la cuenca del Pacífico participaron. En la inauguración, la pantalla gigante mostró imágenes características relacionadas con las actos artísticos en la ceremonia, y durante todo el foro, el estadio mostró el logo oficial del evento en su fachada de nido a través de la pantalla.
En 2015 en el estadio se celebró el Campeonato Mundial de Atletismo de 2015.
El 4 de noviembre de 2017 se celebró la final del Campeonato Mundial de League of Legends entre las organizaciones coreanas SK Telecom T1 y Samsung Galaxy, con victoria para los últimos por 3-0.